# Ciclismo ai Giochi della IX Olimpiade
Le competizioni di ciclismo dei Giochi della IX Olimpiade si svolsero dal 4 al 6 agosto 1928.

## Podi
| Evento                             | Oro                                                                | Prestazione | Argento                                                                   | Prestazione | Bronzo                                                      | Prestazione |
| Ciclismo su strada                 |                                                                    |             |                                                                           |             |                                                             |             |
| Corsa individuale (dettagli)       | Henry Hansen                                                       | 4h47'18"    | Frank Southall                                                            | 4h55'06"    | Gösta Carlsson                                              | 5h00'17"    |
| Corsa a squadre (dettagli)         | Danimarca Henry Hansen Leo Nielsen Orla Jørgensen                  | 15h09'14"   | Gran Bretagna Frank Southall Jack Lauterwasser John Middleton             | 15h14'49"   | Svezia Gösta Carlsson Erik Jansson Georg Johnsson           | 15h27'49"   |
| Ciclismo su pista                  |                                                                    |             |                                                                           |             |                                                             |             |
| Velocità (dettagli)                | Roger Beaufrand                                                    |             | Antoine Mazairac                                                          |             | Willy Falck Hansen                                          |             |
| Chilometro a cronometro (dettagli) | Willy Falck Hansen                                                 | 1'14"4      | Gerard Bosch van Drakestein                                               | 1'15"2      | Dunc Gray                                                   | 1'15"6      |
| Tandem (dettagli)                  | Paesi Bassi Bernard Leene Daan van Dijk                            |             | Gran Bretagna Jack Sibbit Ernest Chambers                                 |             | Germania Karl Köther Hans Bernhardt                         |             |
| Inseguimento a squadre (dettagli)  | Italia Luigi Tasselli Giacomo Gaioni Cesare Facciani Mario Lusiani |             | Paesi Bassi Janus Braspennincx Jan Maas Jan Pijnenburg Piet van der Horst |             | Gran Bretagna Harry Wyld Lew Wyld Percy Wyld Monty Southall |             |

## Medagliere

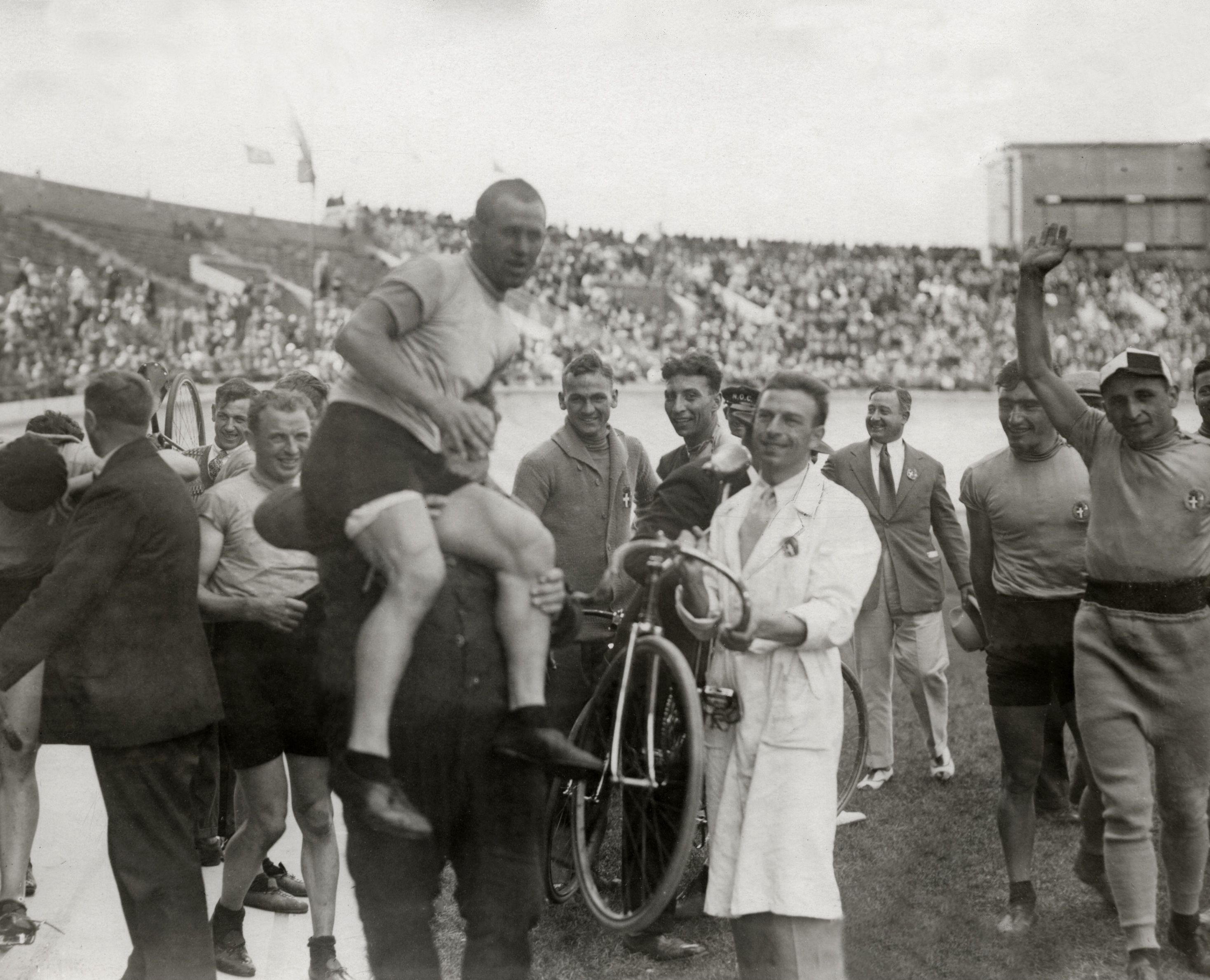
La compagine italiana di ciclismo su pista, vincitrice della medaglia d'oro nell'inseguimento a squadre

| Pos.   | Paese       | Oro | Argento | Bronzo | Totale |
| ------ | ----------- | --- | ------- | ------ | ------ |
| 1      | Danimarca   | 3   | 0       | 1      | 4      |
| 2      | Paesi Bassi | 1   | 3       | 0      | 4      |
| 3      | Italia      | 1   | 0       | 0      | 1      |
| 3      | Francia     | 1   | 0       | 0      | 1      |
| 5      | Regno Unito | 0   | 3       | 1      | 4      |
| 6      | Svezia      | 0   | 0       | 2      | 2      |
| 7      | Australia   | 0   | 0       | 1      | 1      |
| 7      | Germania    | 0   | 0       | 1      | 1      |
| Totale | Totale      | 6   | 6       | 6      | 18     |